# Härryda landskommun
Härryda landskommun var en tidigare kommun i dåvarande  Göteborgs och Bohus län.

## Administrativ historik
När 1862 års kommunalförordningar började gälla inrättades över hela landet cirka 2 400 landskommuner, de flesta bestående av en socken. Därutöver fanns 89 städer och 8 köpingar, som då blev egna kommuner. Denna kommun bildades då i Härryda socken i Sävedals härad i Västergötland.
Vid kommunreformen 1952 uppgick den i storkommunen Landvetters landskommun som 1971 uppgick i Härryda kommun. 

## Politik

### Mandatfördelning i Härryda landskommun 1938-1946
| 9 | 10 | 1 |

| 20 |

| 9 | 11 |

| 20 |

| 1 | 19 |

| 19 |